# Will Dahlem
Wilhelm Louis (Will) Dahlem (Pétange, 23 september 1916 – Luxemburg-Stad, 4 maart 1986) wass een Luxemburgs kunstschilder, beeldhouwer en glazenier.

## Leven en werk
Will Dahlem was een zoon van timmerman Jacques Dahlem en Therese Boentges. Hij werd opgeleid aan de Industrieschool in Sint-Gillis, waar hij in 1939 een gouden medaille ontving, en volgde een schildercursus aan het Brussels instituut Van der Kelen. Hij vervolgde zijn studie aan de Académie de la Grande Chaumière in Parijs en de École de Maîtrise in Trier.
Dahlem schilderde figuratieve en abstracte landschappen en portretten, maakte glas-in-loodramen en sculpturen. Hij was lid van de Cercle Artistique de Luxembourg (CAL), waar hij ook deelnam aan de jaarlijkse salons. In 1948 nam hij deel aan door de Societé Royale des Beaux Arts à Liège georganiseerde tenoonstelling voor moderne kunst in Luik. In 1949 dong hij mee in een ontwerpwedstrijd voor glas-in-loodramen voor de Sint-Willibrordbasiliek in Echternacht. De opdracht ging naar een aantal anderen, maar Dahlem won wel een geldbedrag. Voor zijn deelname aan een expositie in het Staatsmuseum (1951) kende een internationale jury hem en Mett Hoffmann de Grand Prix de la Société des Beaux Arts toe. Hij stond met onder anderen Henri Dillenburg, François Gillen, Emile Kirscht, Joseph en Colette Probst-Wurth, Wenzel Profant, Michel Stoffel en Lucien Wercollier aan de wieg van de Iconomaques (1954), een groep van abstract werkende Luxemburgse kunstenaars. Hij nam deel aan de salons van de groep, in 1954 en 1959 in het Staatsmuseum. Dahlem en Jean-Pierre Junius ontvingen op de salon du CAL 1958 de Prix Grand-Duc Adolphe. 
Will Dahlem werd in 1980 benoemd tot ridder in de Orde van Verdienste van het Groothertogdom Luxemburg. Hij overleed een aantal jare later, op 69-jarige leeftijd.

## Enkele werken
- 1962 glasraam met de heiligen Apollonia en Barbara voor de Sint-Petrus-en-Pauluskerk in Niederkorn.
- 1963-1964 glasramen met onder anderen de heiligen Theresia van Lisieux, Caecilia van Rome en paus Pius X voor de Laurentiuskerk in Diekirch.[6]
- 1964 Madonna met Kind, wandbeeld voor de Eligiuskapel in Dudelange.[7]
- rond 1970 acht glasramen met een vrije compositie voor de Sint-Michaelskerk in Bettange-sur-Mess.
- 1972 ontwerp en uitvoering van de Trophée National 1972, een sportprijs.[8]
- acht glasramen met een vrije compositie voor de kerk in Neidhausen.
- glasramen voor de Sint-Jozefkerk van Bofferdange.

- Musée national d'archéologie, d'histoire et d'art: lkl000820
- RKD-Nederlands Instituut voor Kunstgeschiedenis: 19687